# Primer gobierno militar estadounidense en Cuba
El Gobierno militar de los Estados Unidos en Cuba fue un gobierno militar provisional en Cuba que se estableció después de la Guerra hispano-estadounidense en 1898 cuando España renunció  a su dominio sobre Cuba a los Estados Unidos, el cual permaneció en el poder hasta el 20 de mayo de 1902 cuando entregó el poder al Gobierno cubano encabezado por Don Tomás Estrada Palma electo democráticamente en las primeras elecciones de la República .
Este período también fue referido como la Primera ocupación estadounidense de Cuba, para distinguirlo de la segunda ocupación de 1906 a 1909. Las fuerzas del Ejército de los Estados Unidos involucradas en la guarnición de la isla durante este tiempo fueron honradas con la Medalla del Ejército de la Ocupación Cubana después de su establecimiento en 1915.

## La guerra hispano-estadounidense
Los combates se realizaron por completo en la costa sur del oriente de Cuba. Los buques estadounidense desembarcaron con un considerable ejército con la ayuda de los mambises. Se expulsaron a los españoles y se logró por completo una independencia.
Las tropas estadounidenses, liberadoras de Cuba, desfilaron en varias ciudades —incluyendo La Habana— y apenas se mencionó el esfuerzo de los mambises. Esto trajo desacuerdos, como el del general Calixto García, que hizo una carta El general Shafter había desembarcado con 16,000 hombres a combatir en  Santiago de Cuba. Avanzó con el apoyo cubano por el norte y el este de la ciudad mientras los cubanos prestaron. Estas contaban con unos 4 000 hombres armados, vestidos y alimentados por las fuerzas estadounidenses. El 16 de julio de 1898 se rindieron las fuerzas españolas de Santiago de Cuba y de todo el territorio bajo el mando en el sur de la provincia de Oriente.
Junto a la bandera cubana, en el Morro, ondeaba la estadounidense.

## Licenciamiento del Ejército Libertador
Desde el 1 de enero de 1899, al iniciarse oficialmente la ocupación militar estadounidense, unas de las primeras medidas del gobernador militar Brooke (del 6 de enero de 1899) cumpliendo el acuerdo del Gobierno de Cuba en Armas y el Programa del Partido Revolucionario Cubano de José Martí, se procedió al Licenciamiento del Ejército Libertador, una Comisión de la Asamblea de Gobierno en Armas  encabezada por el Mayor General Calixto García Íñiguez, quien murió en desempeño de su función, viajó a Washington  a acordar el monto de dinero necesario para el licenciamiento. La propuesta del presidente estadounidense William McKinley fue de 3 millones de dólares como un donativo del Gobierno estadounidense.

## El Gobierno de la isla
No obstante que William Shafter dirigió a las fuerzas estadounidenses, el mando de la isla lo obtuvo Leonard Wood, médico militar estadounidense. Así continuó hasta el 20 de mayo de 1902. Se organizaron elecciones para la presidencia del país luego de que de una vez se retiraran las fuerzas estadounidenses. Los candidatos fueron  Bartolomé Masó y Tomás Estrada Palma. Fue elegido el último, que contó con el apoyo de Máximo Gómez y gobernó hasta 1906, aunque había sido electo para un segundo mandato, lo que provocó el alzamiento de los partidarios del Partido Liberal que dirigía José Miguel Gómez en la llamada Guerrita de Agosto.[cita requerida]